# Fredrik Sundelin
Fredrik Ferdinand Uno Sundelin, född 2 juli 1894 i Vaksala församling, Uppsala, död 1 januari 1973 i Nynäshamn, var en svensk läkare och reumatolog.
Sundelin tog medicine kandidatexamen i Uppsala 1918, medicine licentiatexamen 1925 i Stockholm och medicine doktorsgrad 1941 i Uppsala. Hans avhandling undersökte guldsalt som behandling av reumatism, och fick sedermera internationell uppmärksamhet. 1926 till 1932 var han underläkare i Malmö och från 1932 var han överläkare vid Riksförsäkringsverkets sjukhus i Nynäshamn. Han var sakkunnig vid Akademiska sjukhuset i Uppsala och Karolinska sjukhuset när dessa sjukhus utvecklade reumatologiska sjukhusavdelningar. 1948 till 1951 var han ordförande i Svenska reumatologiska föreningen. 
Han gjorde internationella studieresor och var 1939 Sveriges officiella representant vid en internationell balneologikongress i Liège, Belgien. Sundelin är begravd på Vaksala kyrkogård.